# Svenska cupen i fotboll för damer 2022/2023
Svenska cupen i fotboll för damer 2022/2023 var den 41:e säsongen av Svenska cupen för damer i Sverige.

## Format och datum
Cupen spelas med tre omgångar där lagen kvalificeras sig för gruppspel. Därefter följer ett gruppspel med fyra grupper om vardera fyra lag. Segrarna i respektive grupp går till semifinal, vars segrare går till final. Semifinaler och final avgörs i enkelmöten, det vill säga en match som vid oavgjort resultat går till förlängning och, vid behov, eventuell straffläggning. Hur lagen möts i semifinaler och finaler avgörs med fri lottning. Gruppindelning i gruppspelet avgörs genom placering i seriesystemet under 2022.
Svenska Fotbollförbundet publicerade datum i samband med att omgång 1 hade lottats:
- Omgång 1: Sista speldag 6 juni 2022. 44 lag från division 1 och lägre, som utses av distriktsförbunden. Lagen möts utifrån geografisk närhet. Lag i lägre division skall ha hemmaplan.[1]
- Omgång 2: Sista speldag 17 augusti 2022. De 14 lagen från Elitettan går in i tävlingen.
- Omgång 3: Fast speldag 14 september 2022. De 14 lagen från Damallsvenskan går in i tävlingen.
- Gruppspelet: Spelas under februari/mars 2023.

## Inledande omgångar

### Omgång 1
Lottades 22 april 2022. Spelas 4 maj–2 juni 2022.
| Första omgången – 44 deltagande klubblag | Första omgången – 44 deltagande klubblag | Första omgången – 44 deltagande klubblag |
| ---------------------------------------- | ---------------------------------------- | ---------------------------------------- |
| Lag 1                                    | Resultat                                 | Lag 2                                    |
| Sunnanå SK                               | 00003–0 (WO)                             | Härnösands SK                            |
| FC Rosengård 2                           | 3–1                                      | Trelleborgs FF                           |
| Qviding FIF                              | 4–1                                      | Lödöse Nygård IK                         |
| IF Viken                                 | 1–3                                      | Säffle SK                                |
| Korsnäs IF                               | 0–1                                      | Västerås BK30                            |
| IF Team Hudik                            | 2–5                                      | Sandvikens IF                            |
| Lindö FF                                 | 0–3                                      | Örebro SK                                |
| IK Rössö                                 | 4–0                                      | Vänersborgs FK                           |
| Bollstanäs SK                            | 4–1                                      | Täby FK                                  |
| Tyresö FF                                | 1–2                                      | Boo FF                                   |
| Karlskrona FF                            | 1–3                                      | Färjestadens GoIF                        |
| IK Tun                                   | 00003–0 (WO)                             | Sätra SK                                 |
| P18 IK                                   | 5–0                                      | Stureby FF                               |
| Sävedalens IF                            | 0–3                                      | Göteborgs DFF                            |
| Ulricehamns IFK                          | 3–0                                      | Råda BK                                  |
| Husqvarna FF                             | 3–4                                      | Smedby AIS                               |
| Stehags AIF                              | 0–2                                      | Eskilsminne IF                           |
| Sollentuna FK                            | 8–1                                      | Enskede IK                               |
| Rimbo IF                                 | 3–1                                      | Vaksala SK                               |
| Mariebo IK                               | 4–1                                      | IFK Värnamo                              |
| Ope IF                                   | 6–1                                      | Heffnersklubbans BK                      |
| Hittarps IK                              | 1–0                                      | IS Halmia                                |

### Omgång 2
| Andra omgången – 36 deltagande klubblag | Andra omgången – 36 deltagande klubblag | Andra omgången – 36 deltagande klubblag |
| --------------------------------------- | --------------------------------------- | --------------------------------------- |
| Lag 1                                   | Resultat                                | Lag 2                                   |
| Sunnanå SK                              | 1–3                                     | Team TG                                 |
| P18                                     | 2–0                                     | Boo FF                                  |
| Sandvikens IF                           | 3–1                                     | Västerås BK30                           |
| Smedby AIS                              | 8–0                                     | IK Tun                                  |
| Mariebo IK                              | 1–9                                     | IFK Norrköping                          |
| IK Rössö                                | 00002–2 (e.f.) (3–4 str.)               | Lidköpings FK                           |
| Eskilsminne IF                          | 1–0                                     | Hittarps IK                             |
| Gamla Upsala SK                         | 0–1                                     | Bollstanäs SK                           |
| Ope IF                                  | 4–5                                     | Sundsvalls DFF                          |
| Rimbo IF                                | 0–6                                     | IK Uppsala                              |
| Örebro SK                               | 1–4                                     | Rävåsens IK                             |
| Bergdalens IK                           | 3–2                                     | Ulricehamns IFK                         |
| Qviding FIF                             | 00–11                                   | Alingsås FC                             |
| Färjestadens GoIF                       | 0–3                                     | Växjö DFF                               |
| Säffle SK                               | 0–4                                     | Mallbackens IF                          |
| FC Rosengård 2                          | 00004–3 (e.f.)                          | Bromölla IF                             |
| Göteborgs DFF                           | 1–4                                     | Jitex BK                                |
| Sollentuna FK                           | 7–0                                     | Älvsjö AIK                              |

### Omgång 3
| Tredje omgången – 32 deltagande klubblag | Tredje omgången – 32 deltagande klubblag | Tredje omgången – 32 deltagande klubblag |
| ---------------------------------------- | ---------------------------------------- | ---------------------------------------- |
| Lag 1                                    | Resultat                                 | Lag 2                                    |
| Sandvikens IF                            | 0–3                                      | IK Uppsala                               |
| Eskilsminne IF                           | 0–8                                      | FC Rosengård                             |
| FC Rosengård 2                           | 1–5                                      | Kristianstads DFF                        |
| Team TG                                  | 0–3                                      | Piteå IF                                 |
| Sundsvalls DFF                           | 0–6                                      | Umeå IK                                  |
| Mallbackens IF                           | 1–4                                      | KIF Örebro                               |
| Alingsås FC                              | 4–1                                      | Lidköpings FK                            |
| Jitex BK                                 | 0–3                                      | BK Häcken                                |
| Rävåsens IK                              | 0–7                                      | Eskilstuna United                        |
| Smedby AIS                               | 1–3                                      | Linköpings FC                            |
| Bollstanäs SK                            | 0–3                                      | IF Brommapojkarna                        |
| Sollentuna FK                            | 1–2                                      | AIK                                      |
| Bergdalens IK                            | 0–9                                      | Vittsjö GIK                              |
| IFK Kalmar                               | 0–3                                      | Växjö DFF                                |
| P18                                      | 0–2                                      | Djurgårdens IF                           |
| IFK Norrköping                           | 0–1                                      | Hammarby IF                              |

## Gruppspel
Spelas under februari/mars 2023.
Kvalificerade lag
- AIK
- Alingsås IF
- BK Häcken
- Djurgårdens IF
- Eskilstuna United
- FC Rosengård
- Hammarby IF
- IF Brommapojkarna
- IK Uppsala
- KIF Örebro
- Kristianstads DFF
- Linköpings FC
- Piteå IF
- Umeå IK
- Vittsjö GIK
- Växjö DFF

### Grupp 1
| Nr | Lag               | S | V | O | F | GM | IM | MS  | P |
| -- | ----------------- | - | - | - | - | -- | -- | --- | - |
| 1  | Kristianstads DFF | 3 | 3 | 0 | 0 | 9  | 3  | +6  | 9 |
| 2  | Linköpings FC     | 3 | 1 | 1 | 1 | 9  | 3  | +6  | 4 |
| 3  | FC Rosengård      | 3 | 1 | 1 | 1 | 5  | 2  | +3  | 4 |
| 4  | Alingsås IF       | 3 | 0 | 0 | 3 | 2  | 17 | −15 | 0 |

| Hemma \ Borta     | AIF | FCR | KDFF | LFC |
| Alingsås IF       | —   | 0–4 | —    | 0–7 |
| FC Rosengård      | —   | —   | 0–1  | 1–1 |
| Kristianstads DFF | 6–2 | —   | —    | —   |
| Linköpings FC     | —   | —   | 1–2  | —   |

### Grupp 2
| Nr | Lag         | S | V | O | F | GM | IM | MS | P |
| -- | ----------- | - | - | - | - | -- | -- | -- | - |
| 1  | BK Häcken   | 3 | 3 | 0 | 0 | 10 | 2  | +8 | 9 |
| 2  | Vittsjö GIK | 3 | 1 | 1 | 1 | 3  | 4  | −1 | 4 |
| 2  | KIF Örebro  | 3 | 1 | 0 | 2 | 5  | 5  | 0  | 3 |
| 4  | Växjö DFF   | 3 | 0 | 1 | 2 | 2  | 9  | −7 | 1 |

| Hemma \ Borta | BKH | KIF | VGIK | VDFF |
| BK Häcken     | —   | 3–1 | 3–1  | —    |
| KIF Örebro    | —   | —   | —    | 4–1  |
| Vittsjö GIK   | —   | 1–0 | —    | —    |
| Växjö DFF     | 0–4 | —   | 1–1  | —    |

### Grupp 3
| Nr | Lag               | S | V | O | F | GM | IM | MS  | P |
| -- | ----------------- | - | - | - | - | -- | -- | --- | - |
| 1  | Hammarby IF       | 3 | 3 | 0 | 0 | 13 | 0  | +13 | 9 |
| 2  | IF Brommapojkarna | 3 | 2 | 0 | 1 | 6  | 4  | +2  | 6 |
| 3  | IK Uppsala        | 3 | 1 | 0 | 2 | 4  | 6  | −2  | 3 |
| 4  | Eskilstuna United | 3 | 0 | 0 | 3 | 1  | 14 | −13 | 0 |

| Hemma \ Borta     | EU  | HIF | BP  | IKU |
| Eskilstuna United | —   | —   | 0–5 | —   |
| Hammarby IF       | 5–0 | —   | 4–0 | —   |
| IF Brommapojkarna | —   | —   | —   | 1–0 |
| IK Uppsala        | 4–1 | 0–4 | —   | —   |

### Grupp 4
| Nr | Lag            | S | V | O | F | GM | IM | MS  | P |
| -- | -------------- | - | - | - | - | -- | -- | --- | - |
| 1  | Piteå IF       | 3 | 2 | 1 | 0 | 7  | 3  | +4  | 7 |
| 2  | Djurgårdens IF | 3 | 1 | 1 | 1 | 10 | 4  | +6  | 4 |
| 3  | AIK            | 3 | 1 | 1 | 1 | 3  | 3  | 0   | 4 |
| 4  | Umeå IK        | 3 | 0 | 1 | 2 | 2  | 12 | −10 | 1 |

| Hemma \ Borta  | AIK | DIF | PIF | UIK |
| AIK            | —   | 2–1 | 0–1 | —   |
| Djurgårdens IF | —   | —   | —   | 7–0 |
| Piteå IF       | —   | 2–2 | —   | 4–1 |
| Umeå IK        | 1–1 | —   | —   | —   |

## Slutspel

### Seeding
| Nr | Lag (grupp)           | S | V | O | F | GM | IM | MS  | P |
| -- | --------------------- | - | - | - | - | -- | -- | --- | - |
| 1  | Hammarby IF (3)       | 3 | 3 | 0 | 0 | 13 | 0  | +13 | 9 |
| 2  | BK Häcken (2)         | 3 | 3 | 0 | 0 | 10 | 2  | +8  | 9 |
| 3  | Kristianstads DFF (1) | 3 | 3 | 0 | 0 | 9  | 3  | +6  | 9 |
| 4  | Piteå IF (4)          | 3 | 2 | 1 | 0 | 7  | 3  | +4  | 7 |

### Slutspelsträd
|  | Semifinaler                  | Semifinaler |   |  | Final                     | Final |  |
|  |                              |             |   |  |                           |       |  |
|  | 19 mars 2023 – Hammarby IP   |             |   |  |                           |       |  |
|  | Hammarby IF (e.f.)           | 4           |   |  |                           |       |  |
|  | Piteå IF                     | 1           |   |  |                           |       |  |
|  |                              |             |   |  |                           |       |  |
|  |                              |             |   |  | 6 juni 2023 – Tele2 Arena |       |  |
|  |                              |             |   |  | Hammarby IF               | 3     |  |
|  |                              | BK Häcken   | 0 |  |                           |       |  |
|  |                              |             |   |  |                           |       |  |
|  |                              |             |   |  |                           |       |  |
|  |                              |             |   |  |                           |       |  |
|  | 18 mars 2023 – Bravida Arena |             |   |  |                           |       |  |
|  | BK Häcken                    | 2           |   |  |                           |       |  |
|  | Kristianstads DFF            | 1           |   |  |                           |       |  |

### Semifinaler
|             | 18 mars 2023 | BK Häcken                            | 2 – 1           | Kristianstads DFF | Bravida Arena                             |                                           |
| 15:00 UTC+1 | 15:00 UTC+1  | Anna Anvegård 54′ Stine Larsen 90+1′ | (0 – 1) Rapport | 26′ Emmi Alanen   | Göteborg Publik: 338 Domare: Maral Mirzai | Göteborg Publik: 338 Domare: Maral Mirzai |
| 15:00 UTC+1 | 15:00 UTC+1  |                                      |                 |                   | Göteborg Publik: 338 Domare: Maral Mirzai | Göteborg Publik: 338 Domare: Maral Mirzai |
| 15:00 UTC+1 | 15:00 UTC+1  |                                      |                 |                   | Göteborg Publik: 338 Domare: Maral Mirzai | Göteborg Publik: 338 Domare: Maral Mirzai |

|             | 19 mars 2023 | Hammarby IF                                                                               | 0000 4 – 1 (e.fl.) | Piteå IF     | Hammarby IP                                 |                                             |
| 13:00 UTC+1 | 13:00 UTC+1  | Sara Kanutte Fornes 15′ Simone Boye Sørensen 95′ Matilda Vinberg 105′ Madelen Janogy 115′ | (1 – 0) Rapport    | 58′ Anam Imo | Stockholm Publik: 904 Domare: Eva Svärdsudd | Stockholm Publik: 904 Domare: Eva Svärdsudd |
| 13:00 UTC+1 | 13:00 UTC+1  |                                                                                           |                    |              | Stockholm Publik: 904 Domare: Eva Svärdsudd | Stockholm Publik: 904 Domare: Eva Svärdsudd |
| 13:00 UTC+1 | 13:00 UTC+1  |                                                                                           |                    |              | Stockholm Publik: 904 Domare: Eva Svärdsudd | Stockholm Publik: 904 Domare: Eva Svärdsudd |

### Final
|             | 6 juni 2023 | Hammarby IF                              | 3 – 0           | BK Häcken | Tele2 Arena                                   |                                               |
| 15:00 UTC+2 | 15:00 UTC+2 | Madelen Janogy 47′, 58′ Maika Hamano 68′ | (0 – 0) Rapport |           | Stockholm Publik: 17 623 Domare: Maral Mirzai | Stockholm Publik: 17 623 Domare: Maral Mirzai |
| 15:00 UTC+2 | 15:00 UTC+2 |                                          |                 |           | Stockholm Publik: 17 623 Domare: Maral Mirzai | Stockholm Publik: 17 623 Domare: Maral Mirzai |
| 15:00 UTC+2 | 15:00 UTC+2 |                                          |                 |           | Stockholm Publik: 17 623 Domare: Maral Mirzai | Stockholm Publik: 17 623 Domare: Maral Mirzai |